# Бгіма I
Бгіма (Бгімадева) I (гудж. ભીમદેવ; д/н — 1063) — 5-й магараджахіраджа держави Гуджара в 1022—1063 роках. Воював з мусульманами Сінду, Газневідами, раджпутами Парамара, Чаухан і Калачура.

## Життєпис
Походив з династії Соланка (Чаулук'я). Онук магараджахіраджи Чамундараджи. Син нагараджи. 1022 року після смерті стрийка Дурлабхараджи зайняв трон. На початку зіткнувся з вторгненням султана Махмуда Газневі. У грудні 1025 року останній неочікувано перетнув пустелю Тар, підійшовши до Анахілапатаки (названої середньовічними мусульманськими істориками Нарвала) — столиці Соланка. Бгіма I втік до фортеці Канкохот. Ворог захопив й пограбував столицю, не зустрічаючи опору. За цим мусульмани атакували храм Сомнатх (на шляху пограбувавши місто Дельваді). Коли до нього наблизилася армія Газневі — тисячі вірян заховалися в храмі, очікуючи, що їх врятує бог, якому вони поклонялися. Армія Газневі 6 січня 1026 року увірвалася в храм знищивши 50 тис. людей та пограбувала його. В свою чергу Бходжа Парамара, магараджа Малави, рушив проти Махмуда, але той спокійно досяг Сінду.
За цим здійснив успішні походи проти династій Джетхва, що володіла Західною Саураштрою, та Сумра — правителів Сінду й союзників Газневідів, допомігши раджпутському клану Севашана заволодіти містом Сехван. Близько 1030 року придушив повстання Дхандхуки (з молодшої гілки Парамара), дандапаті (намісника) Арбуди (регіон священної для раджпутів гори Абу). Останній втік до Бходжи Парамара.
Близько 1042 року зазнав поразки від Бходжа Парамара, який поставив на чолі Арбуди Пурнапалу, сина Дхандхуки, який прийняв титул магараджи. Близько 1046 року зіткнувся з вторгненням Лакшмікарни Калачура, магараджахіраджа Чеді, зазнав поразки й визнав його зверхність.
Близько 1053 року виступив проти Бхунгара I Сумра, еміра Сінду, чим скористався дигамабара (полководець) Кулачандра, який за наказом Бходжа Парамара розграбував столицю Анахілапатаку.
Близько 1055 року підтримав сюзерена Лакшмікарну Калачура у війні проти Бходжи Парамара, якого було переможено. Лакшмікарна надав Бгімі I лише захоплені гроші, тоді як сам захопив володіння в Малаві. У відповідь магараджа Гуджари повстав й виступив проти Калачура. Швидкість та раптовість дій дозволили Бгімі I просунутися до столиці Калачура — Трипурі. Лакшмікарна, який водночас змушений був відбивати напад Сомешвари I, магараджахіраджи держави Західних Чалук'їв, уклав мирний договір, подарувавши Бгімі I слонів, коней і золоту мандапіку Бходжи Парамари. Також Соланка звільнився від залежності Калачура.
Близько 1060 року переміг Крішнадеву Парамара, магараджу Бінмала, захопивши це володіння. Але проти нього виступив Балапрасада Чаухан, магараджа Наддула, який переміг війська Соланка, звільнивши Крішнадеву. В подальшому останній зберігав незалежність від Бгіми I. 1062 року відновив владу над Арбудою.
Помер 1063/1064 року. Йому спадкував син Карнадева.

## Будівництво
Продовжуючи традиції попередників виділяв чималі кошти на спорудження храмів, зокрема Тріпурушапрасадазі штучної водойоми в Анахілапатаці на честь свого померлого сина Мулараджи, Бгімешвара, Бхаттаріка Бхіруані, Вімала Васахі на Шатрунджаї. Також займався відновленням храмів Сомнатх, сплюндрованого мусульманами 1026 року, і Сонця в м. Модхера. 1032 року Вімала, дандапаті Чандраваті, звів храм Адінат Джайн (один із храмів Ділвара) на горі Абу.